# Port de Peñíscola
Le port de Peñíscola est un port maritime espagnol de pêche et de plaisance.

## Installations

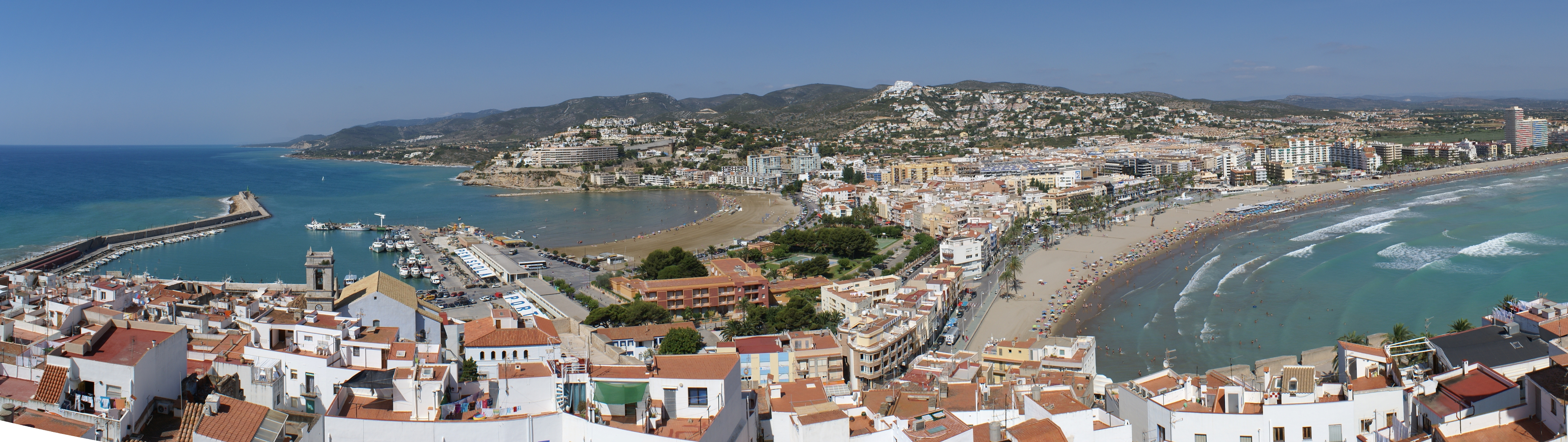
Le port vu depuis le château.

Services de grue, poste à essence, zone de port sec pour hiverner les embarcations, services de remorquage des bateaux jusqu'à 6 milles nautiques, station nautique Benicarló Peñíscola.

## Activités sportives
Il existe trois modalités de sport : pêche, voile et kayak en mer.

## Distances aux ports voisins
- Port de Benicarló: 3,8 NM
- Port Esportiu de les Fonts (Alcossebre): 8,6 NM
- Port de Castellón de la Plana: 30 NM

## Galerie

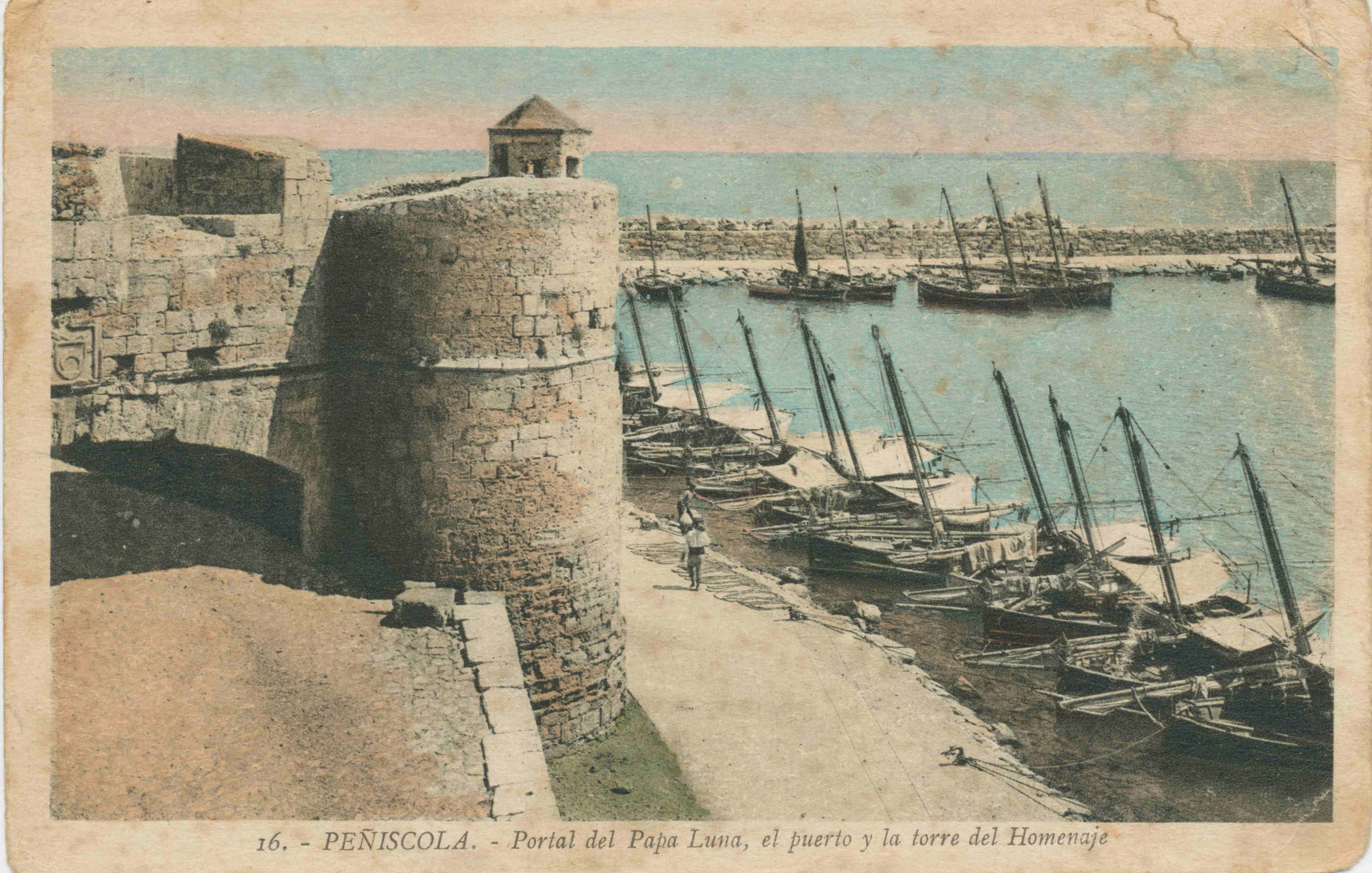
Port (1930)
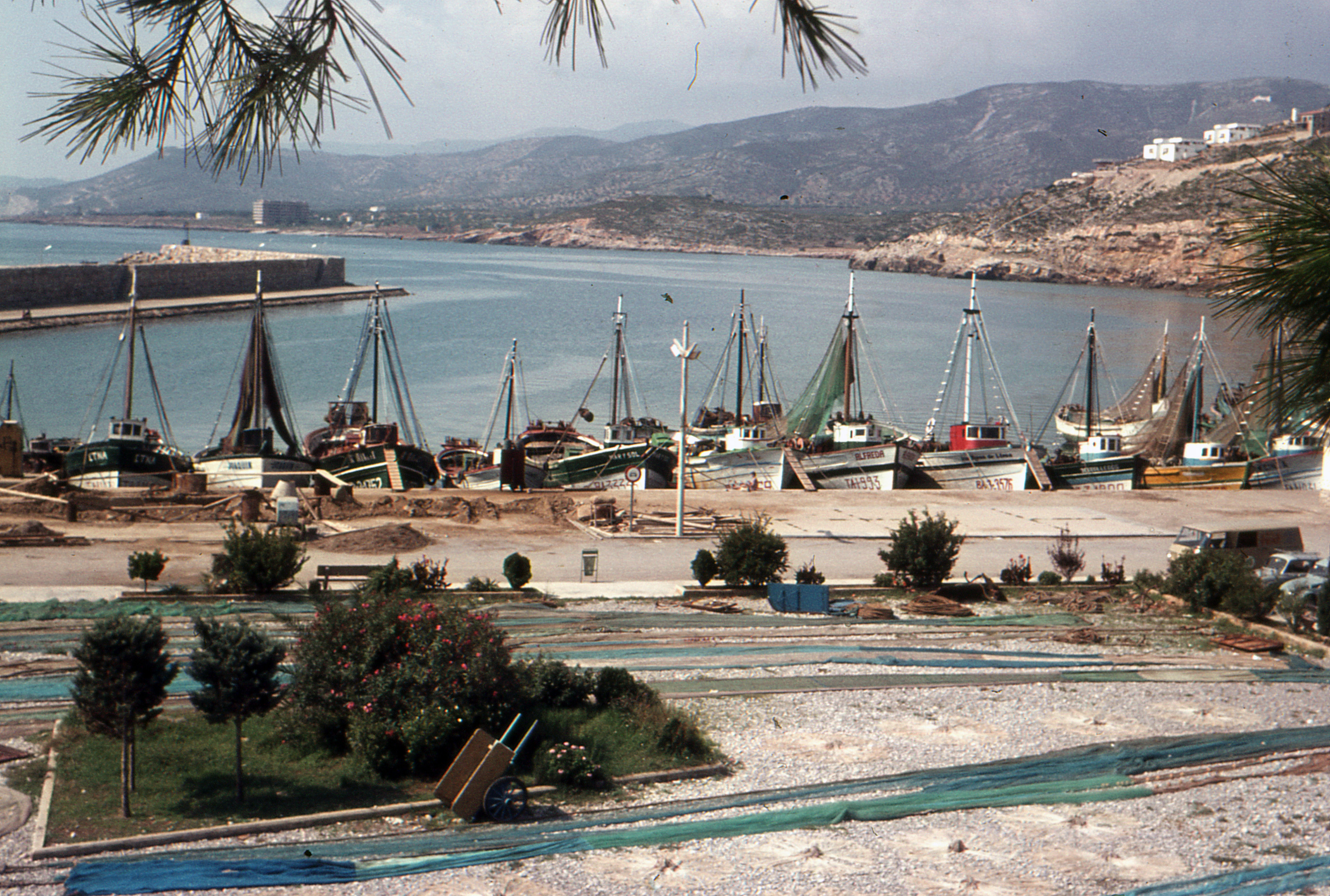
Port de pêche (1979).
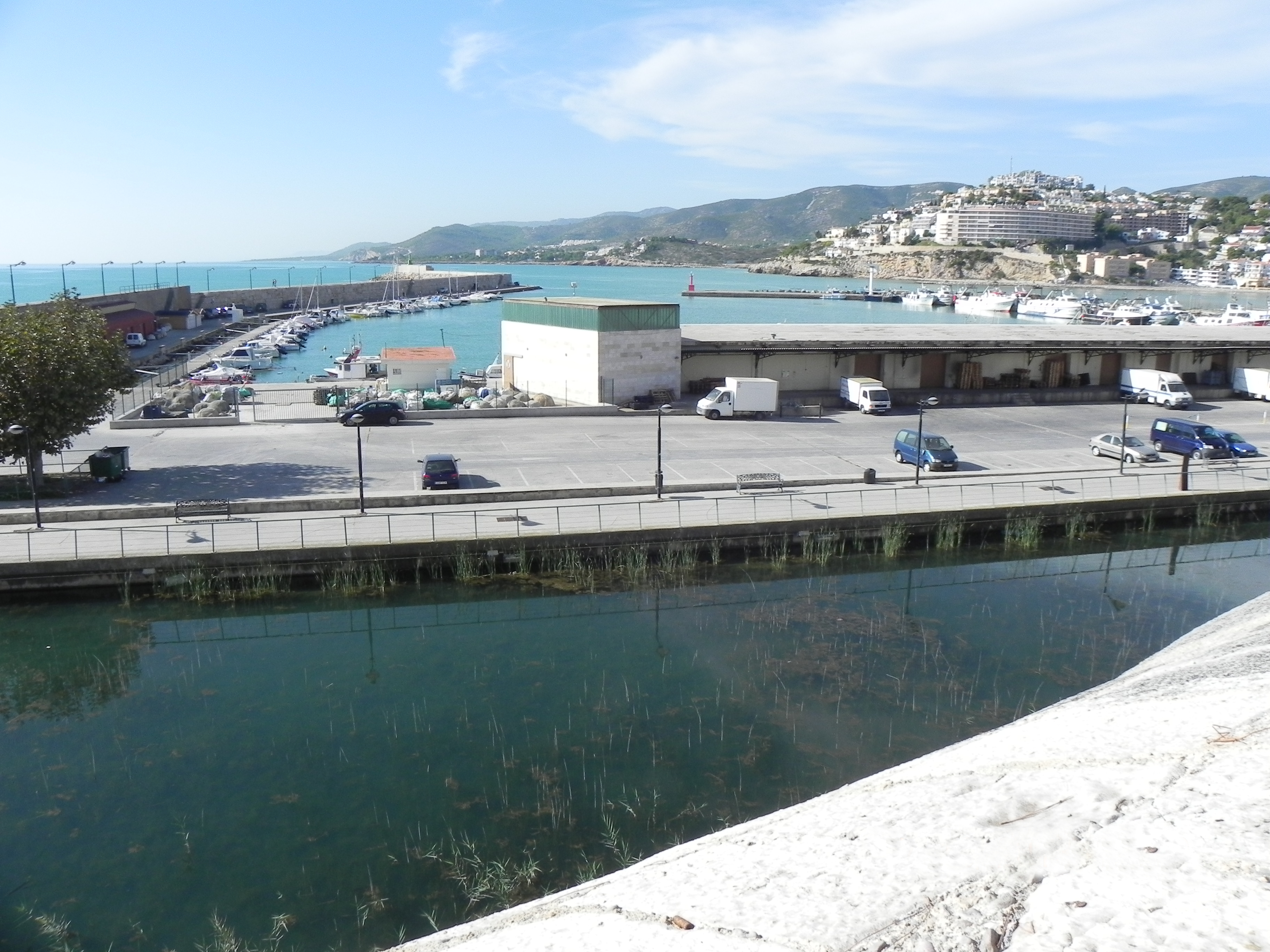
Port (2013).

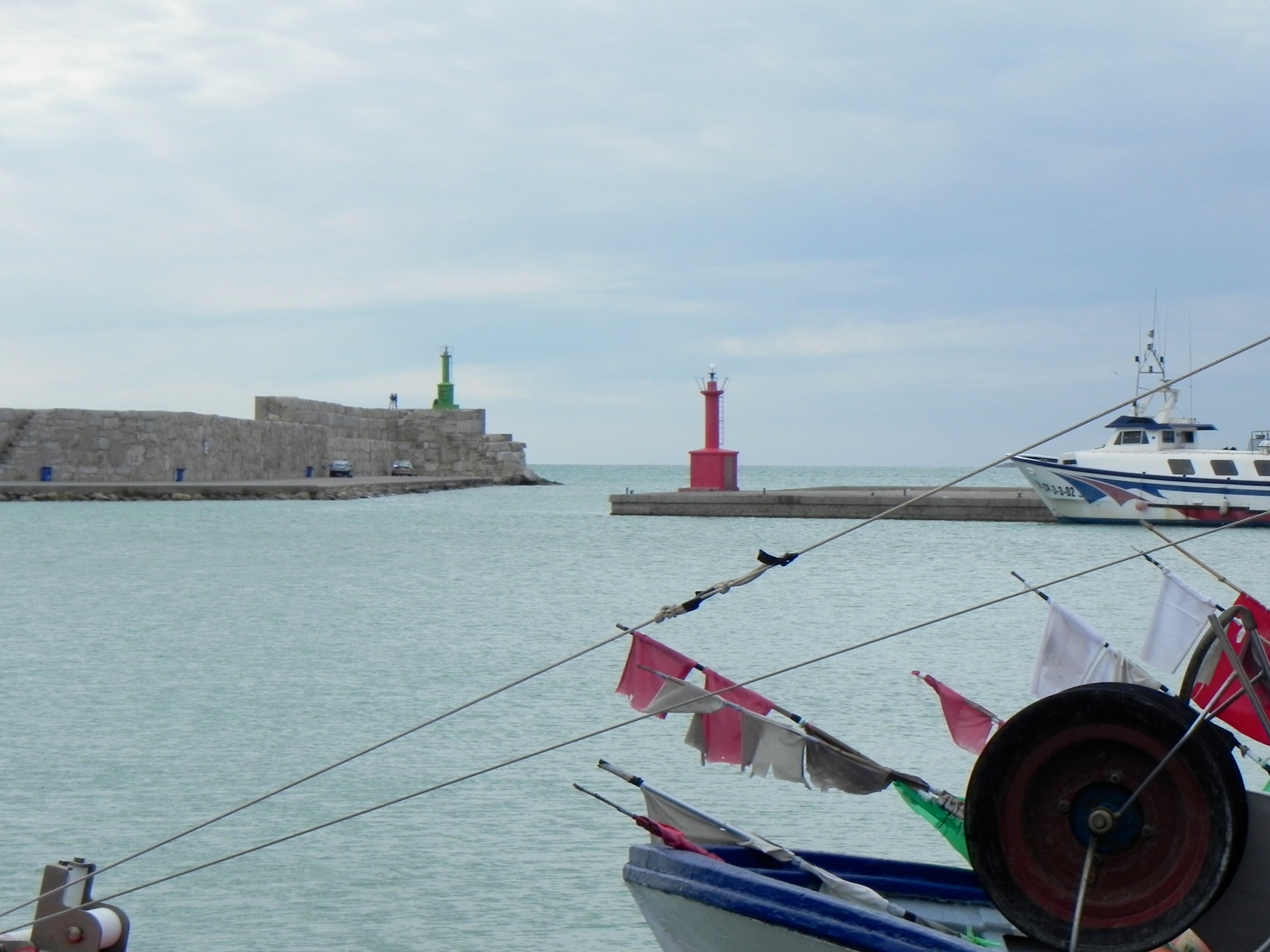
Entrée du port.
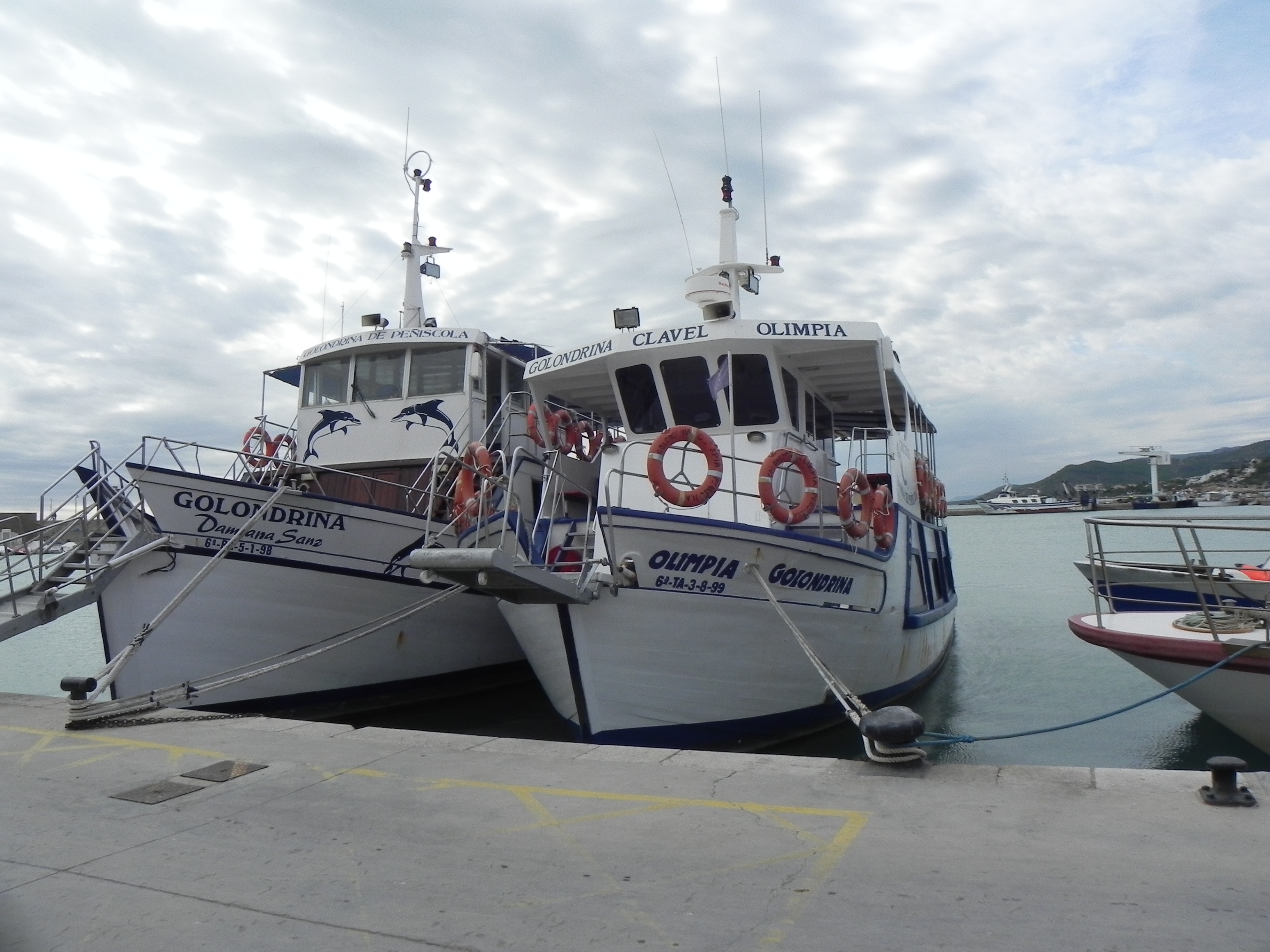
Golondrinas.